# Saint-Malo
Saint-Malo (en galó, Saent-Malo; en bretón, Sant-Maloù) es una comuna francesa, situada en la región de Bretaña en el departamento de Ille y Vilaine, de donde es una subprefectura.
Estación balnearia conocida por su ciudad cercada y su relación con el mar, la ciudad es una de las más visitadas de Bretaña y su población alcanza los 200 000 habitantes en verano. Fruto de una rica historia marítima, es un puerto importante (de recreo, de pesca, de comercio y de viajeros) y un centro económico. Su centro histórico tiene la particularidad de estar amurallado completamente, con una construcción que se remonta al siglo XIII.

## Historia

### Prehistoria y antigüedad
La historia de Saint-Malo se remonta a la época gala: los corosiolitas ocupan el sitio en primer lugar. Bajo la influencia romana la ciudad de Corseul (tierra adentro) se desarrolla quitándole habitantes y recursos a Alet. Pero Alet sigue siendo un puerto importante a tal punto que en el siglo III después de Cristo los romanos deciden fortificarla. En esa época la isla donde en el futuro estará Saint-Malo sigue deshabitada.
Cuando se retiró el ejército romano (16 de enero de 423) Alet sufre de varios ataques venidos del norte. Es después que Saint-Malo viniendo del actual Gales, se instala sobre la isla que toma el nombre de Saint-Malo en 541.
El nombre de esa localidad francesa es un homenaje a Saint-Malo (en castellano, san Maclovio, del bajo latín Maclovius), un monje nacido en Gales hacia fines del siglo VI, que fundó varios monasterios en la Bretaña francesa.

### Edad Media
Durante la Alta Edad Media el asentamiento más importante de la zona siguió siendo la ciudad de Aleth, donde se construyó una catedral carolingia, hasta que los repetidos ataques normandos hicieron que la población se refugiara progresivamente en Saint-Malo, a donde se trasladó igualmente la sede episcopal a mediados del siglo XII.
Saint-Malo creció y se configuró durante el resto de la Edad Media como un importante puerto que disfrutó de su situación a caballo entre el ducado de Bretaña y el reino de Francia. Es así como pasó varias veces del dominio bretón al francés a finales del siglo XIV y durante el siglo XV, conservando sin embargo una marcada autonomía que le llevó a declararse independiente durante breves periodos. Buena prueba de este espíritu de independencia es el lema: "Ni bretón ni francés: malvino soy" (Ni Breton ni Français, Malouin suis). 

### Edad Moderna
El 11 de marzo de 1590, Saint-Malo proclama su independencia del Reino de Francia (1594-1791) y se vuelve la República de Saint-Malo. El episodio de cuatro años se terminará el 5 de diciembre de 1594 con la conversión al catolicismo del rey Enrique IV.

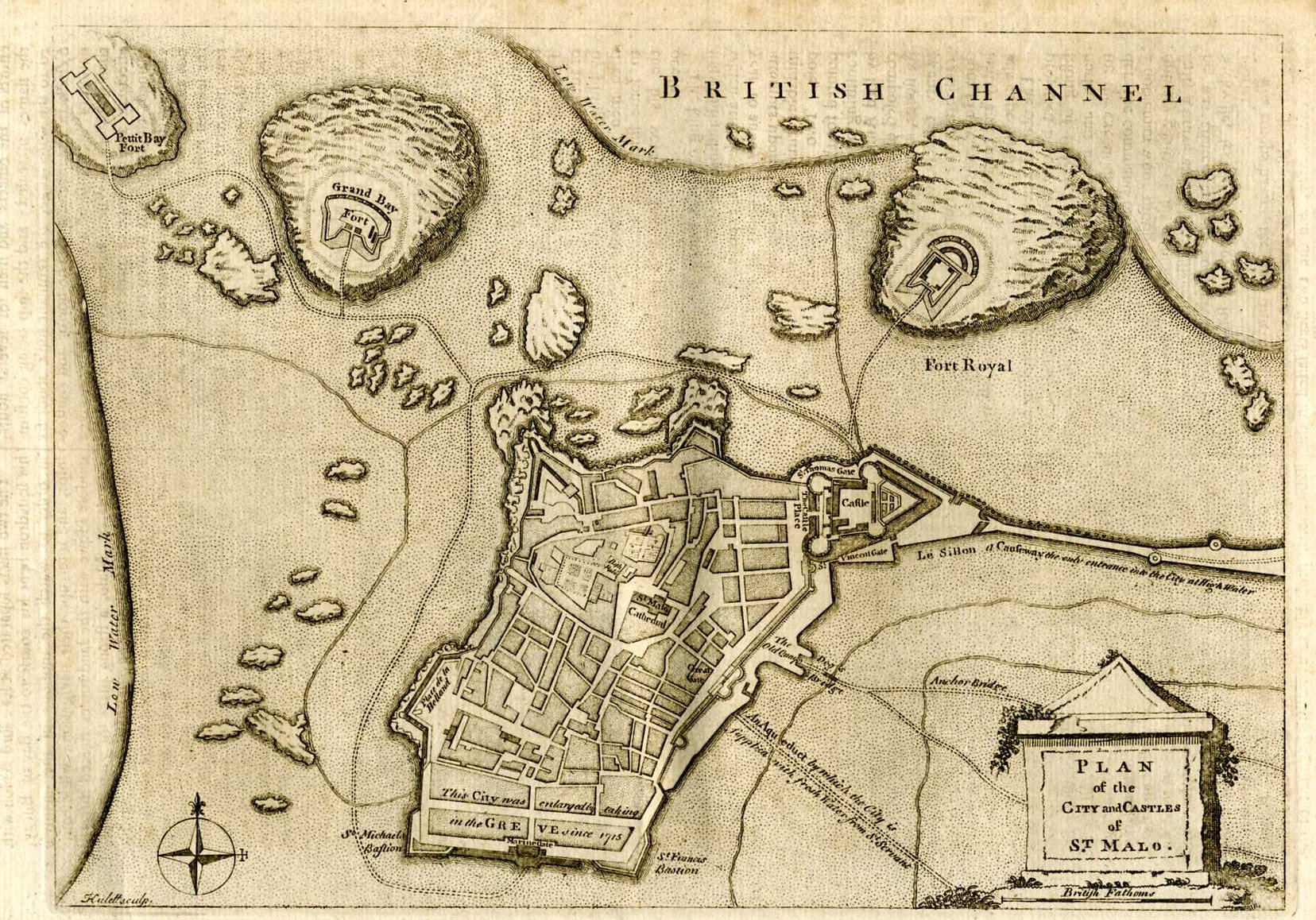
Mapa inglés representando Saint-Malo.

Tras la anexión definitiva del Ducado de Bretaña a Francia, y con el descubrimiento de América y el desarrollo de los intercambios comerciales ultramarinos, Saint-Malo se convirtió en un emporio económico. Tuvo numerosos comerciantes y armadores que actuaron en Europa y las Indias, y con las fortunas que acumularon construyeron en los alrededores de la ciudad mansiones rurales denominadas malouinières. De esta época datan personajes famosos como Jacques Cartier (descubridor de Canadá) o corsarios como René Duguay-Trouin, René Moreau de Maupertuis y, algo más tarde, Surcouf.
El desarrollo de Saint-Malo es frenado por la Revolución francesa. El episodio más traumático fue el fusilamiento en las dunas de Talard de 60 «contra-revolucionarios» de la Armada vendeana en diciembre de 1793. El más joven tenía 16 años y el mayor 19.

### Edad Contemporánea
Siglo XIX y comienzos del XX

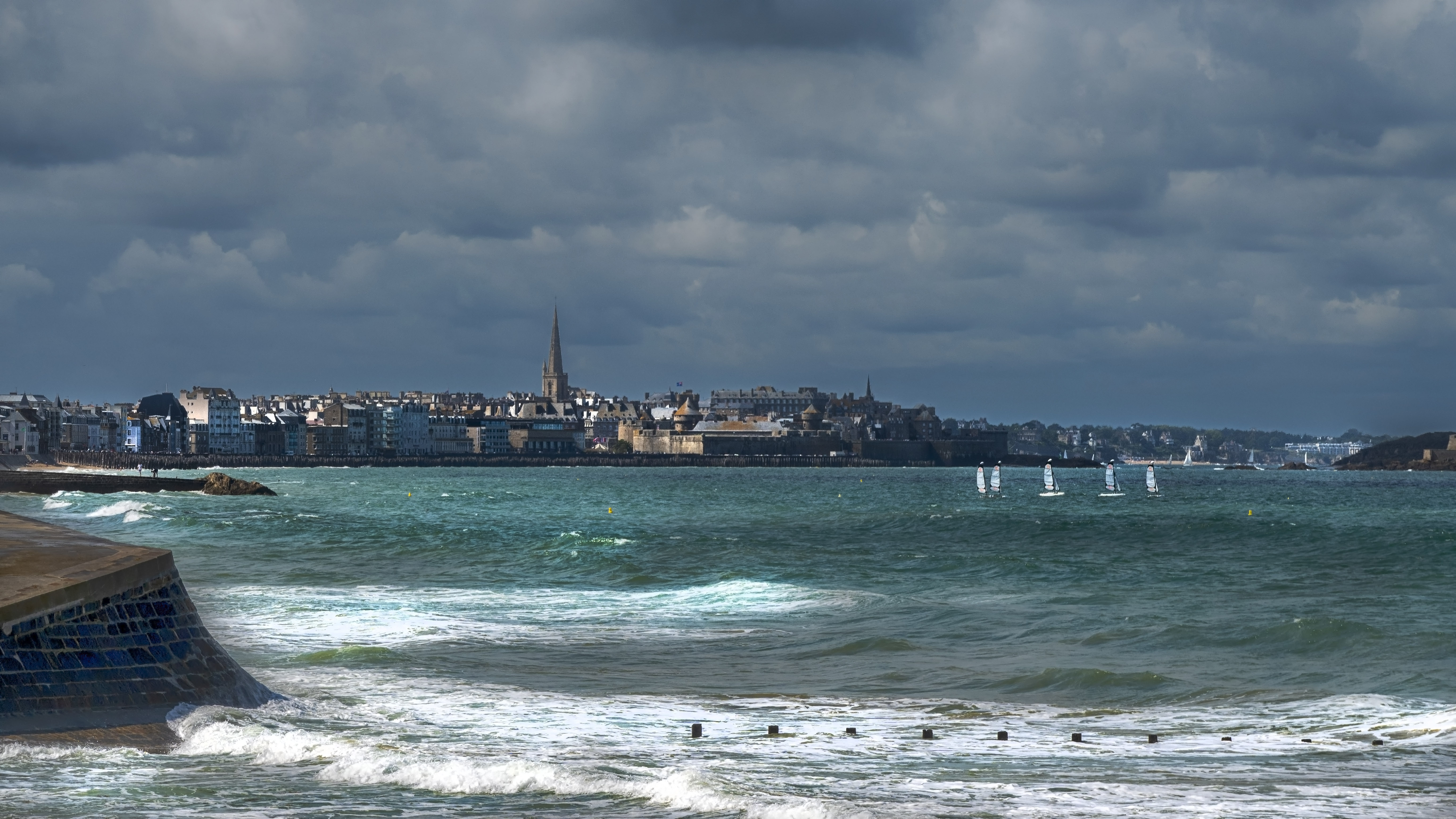
Vista de Saint-Malo desde la playa Du Pont, al norte de la ciudad.

Tras los episodios revolucionarios, Saint-Malo continuó su tradición marinera con el desarrollo de la pesca en alta mar, que hasta bien entrado el siglo XX fue una de las actividades principales de la ciudad. Sin embargo el turismo balneario llegó a la ciudad a mediados del siglo XIX e hizo que Saint-Malo fuera una de las estaciones balnearias más preciadas de Europa. René de Chateaubriand, un escritor romántico de las corrientes del siglo XIX, nació aquí, y sería finalmente enterrado en una tumba situada en la isla del Grand Bé.
Fruto del mencionado doble desarrollo económico, Saint-Malo se transformó a finales del siglo XIX y comienzos del XX: aparecieron numerosas mansiones y residencias secundarias a lo largo del Sillon, en Saint-Servan, Paramé y Rothéneuf, y el puerto se cerró finalmente mediante esclusas para impedir que estuviera sujeto a la acción de las mareas y hacer más eficaz el comercio marítimo y la pesca.
Segunda Guerra Mundial
Tras el Desembarco de Normandía y el avance aliado hacia Bretaña, las tropas alemanas se hicieron fuertes en Saint-Malo. Las tropas estadounidenses bombardearon intensamente la ciudad antes de que el general Andreas Maria Karl von Aulock se rindiese. En esta acción se utilizó por primera vez el napalm. La mayor parte de intramuros, así como el puerto, quedaron devastados.
Actualidad
Tras una restauración en estilo llevada a cabo pacientemente durante dos décadas, la vieja ciudad corsaria volvió a ocupar un lugar importante entre los destinos turísticos del norte de Europa, hasta el punto de que suele duplicar o triplicar su población durante el periodo estival. 
Además del turismo, la ciudad ha sabido desarrollar una importante actividad industrial, lo que la sitúa como una ciudad de pequeño tamaño (apenas 50 000 habitantes) pero de gran dinamismo.

## Demografía
| 10 730 | 9147 | 9934 | 9949 | 10 053 | 9744 | 10 076 | 9997 | 10 809 | 10 886 | 10 693 | 12 316 | 10 295 | 11 212 | 10 500 | 11 896 | 11 476 | 11 486 | 10 647 | 12 371 | 12 390 | 13 137 | 12 864 | 13 836 | 11 311 | 14 339 | 17 137 | 42 297 | 45 030 | 46 347 | 48 057 | 50 675 | 48 563 |
| Para los censos de 1962 a 1999 la población legal corresponde a la población sin duplicidades (Fuente: INSEE [Consultar]) |      |      |      |        |      |        |      |        |        |        |        |        |        |        |        |        |        |        |        |        |        |        |        |        |        |        |        |        |        |        |        |        |

## Lugares de interés
La mayor parte de los monumentos de la ciudad se encuentran en la zona de intramuros, que se corresponde con el casco histórico de la misma, si bien otros se encuentran en algunas de las localidades adyacentes absorbidas por la ciudad en el siglo XX como Saint-Servan.

### Intramuros
El centro histórico de Saint-Malo, rodeado de unas impresionantes murallas y a caballo entre el mar, el estuario de la Rance y el puerto, es por sí mismo un auténtico monumento. Debido a la destrucción de esta zona durante la liberación de Saint-Malo en 1944, la mayor parte de intramuros está reconstruida en estilo, si bien quedan algunas calles con edificios que sobrevivieron al incendio y que se remontan en algunos casos hasta el siglo XVI.
- La Muralla que encierra la totalidad de la ciudad remonta en sus tramos más antiguos a la Edad Media (paños del lado oeste), si bien la mayor parte data de la Edad Moderna, especialmente como fruto de las ampliaciones de la ciudad por la zona sur y noreste en el siglo XVIII. En ella destacan una serie de poternas y varias puertas, especialmente la Grande Porte y la Porte Saint-Vincent.

- El Castillo de Saint Malo fue construido en el año 1424 por orden de los duques de Bretaña. En 1498 se construyó la torre Quic-en-Groigne por orden de Ana de Bretaña y en contra de la voluntad de los habitantes de Saint Malo. Las torres, Des Dames y Mills fueron construidas algunos años más tarde. Fue incluido en la lista de Monumentos Históricos en 1886, y hoy en día alberga el museo de historia de la ciudad y la sede del ayuntamiento.

- La Catedral Saint-Vincent, de estilo gótico y románico, fue construida en el siglo XII y hoy en día es una mezcla de la antigua catedral y de la nueva, ya que ha tenido que ser restaurada en varias ocasiones. Durante la Segunda Guerra Mundial sufrió importantes daños, pues los alemanes llegaron a disparar contra la torre del campanario, que sería reconstruida años más tarde.

- A escasos metros de intramuros se encuentran las islas del Petit Bé y del Grand Bé; si la primera destaca por su fuerte, la segunda alberga la tumba de Chateaubriand. A ellas se accede a pie con marea baja.

### Fuertes de Saint-Malo
En los alrededores de intramuros existen una serie de fuertes (Fuerte del Petit Bé y Fuerte Nacional) que protegían a la ciudad corsaria de los ataques marítimos enemigos. El imponente sistema defensivo se completaba con los fuertes de Harbour (ya frente a Dinard), de Aleth (en Saint-Servan), de la Varde (en Rothéneuf) y especialmente el Fuerte de la Conchée.
- El Fuerte Nacional (Fort National en francés) fue construido en 1689 por el ingeniero Siméon Garengeau, según los planos de Vauban y por orden del rey Luis XIV. Se construyó en un pequeño islote cerca de la costa y accesible con marea baja.

- El Fuerte de la Conchée es una obra maestra de la ingeniería militar francesa. Fue construido por Vauban y puesto en funcionamiento en 1705. Se encuentra a casi 4 kilómetros de la costa, ocupando un minúsculo islote rocoso en medio de la bahía sobre el que se edificó esta estructura defensiva.

- El Fuerte del Petit Bé es igualmente destacable como buen ejemplo de la calidad de la ingeniería militar francesa. Hoy en día está arrendado a un particular que se compromete a mantenerlo y a abrirlo al público. Para acceder al mismo hay que pasar por la isla del Grand Bé y esperar a que la marea baje completamente.

### Saint-Servan
En Saint-Servan se encuentran algunos monumentos de gran interés, como las ruinas de la catedral carolingia de Aleth, la Torre Solidor (Siglo XIV) o los restos del Fuerte de Aleth, donde los ocupantes nazis construyeron un importante conjunto de búnkeres para defender Saint-Malo.

### Imágenes

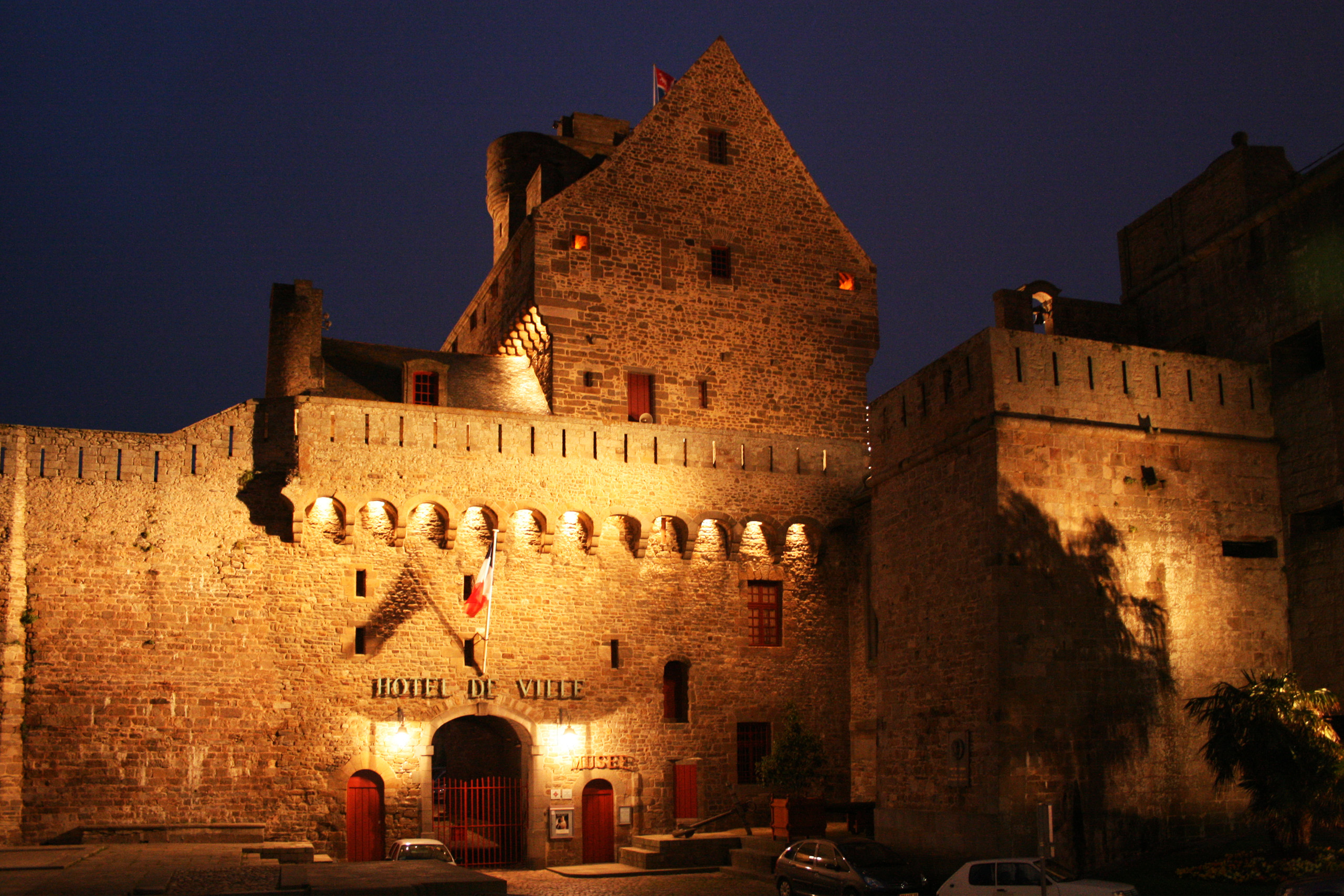
Vista de la entrada al castillo
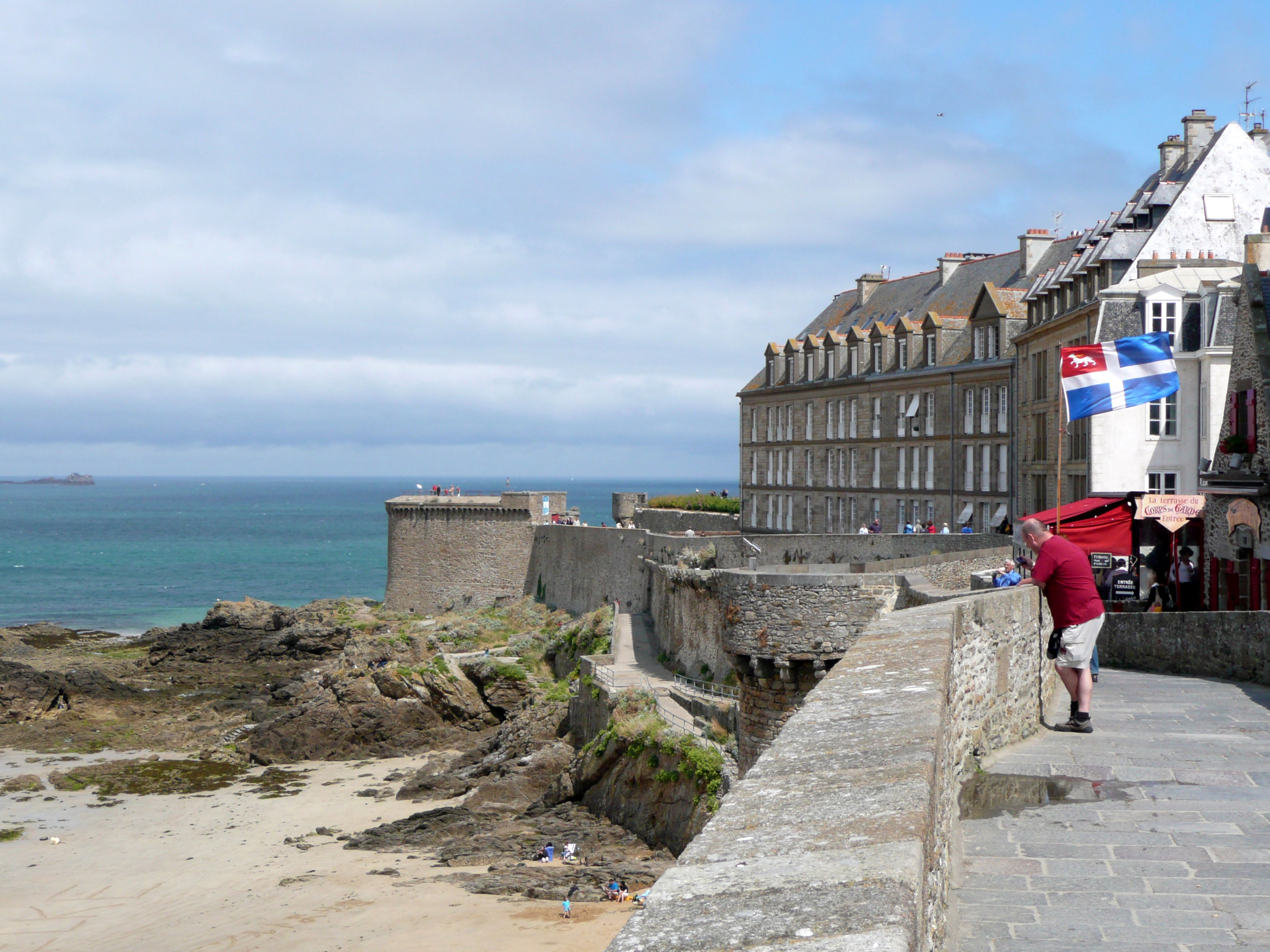
Vista de las murallas de intramuros
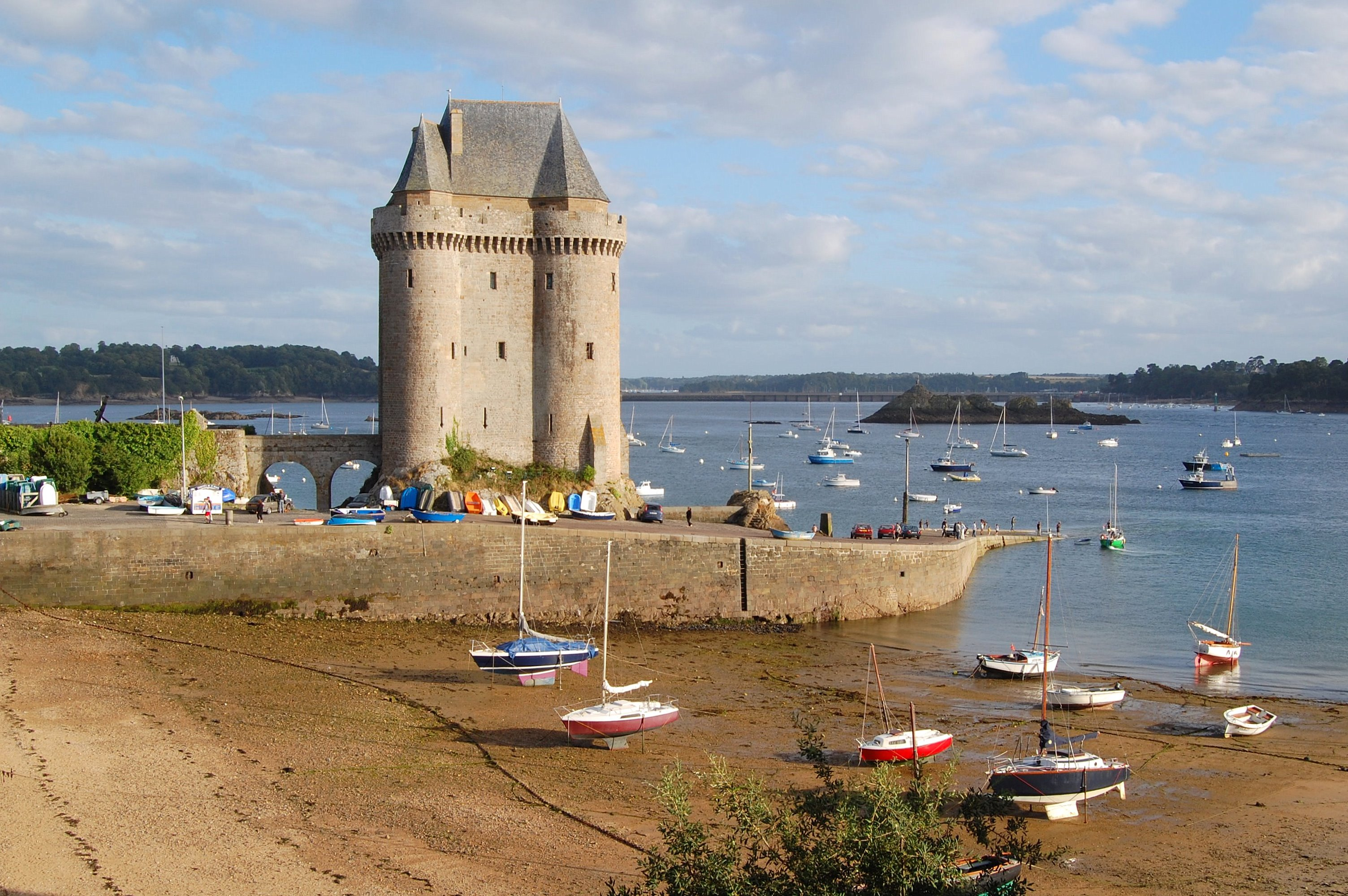
Torre Solidor
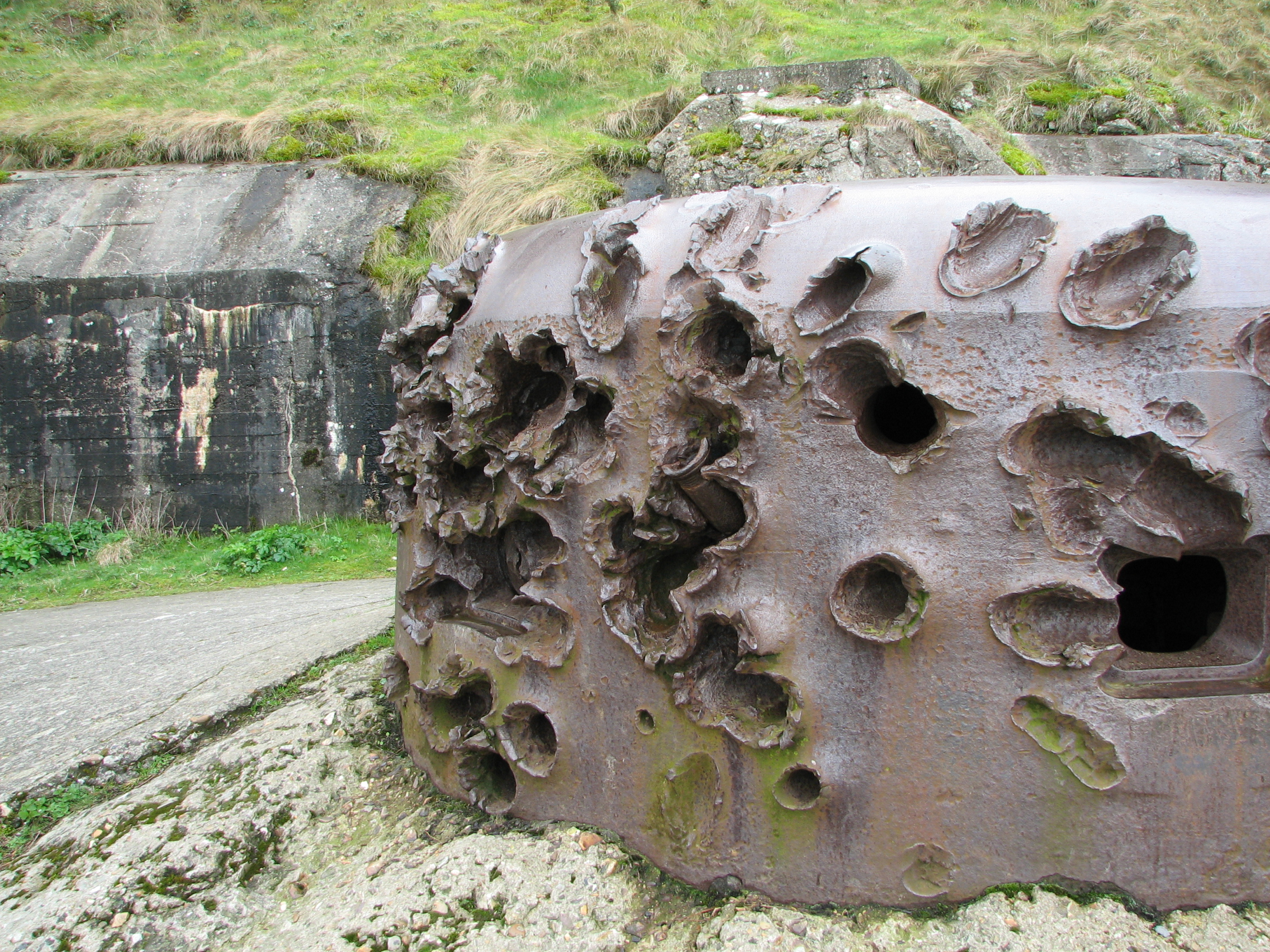
Torreta de tiro alemana en Aleth. Se aprecian los impactos de obús recibidos durante la liberación.
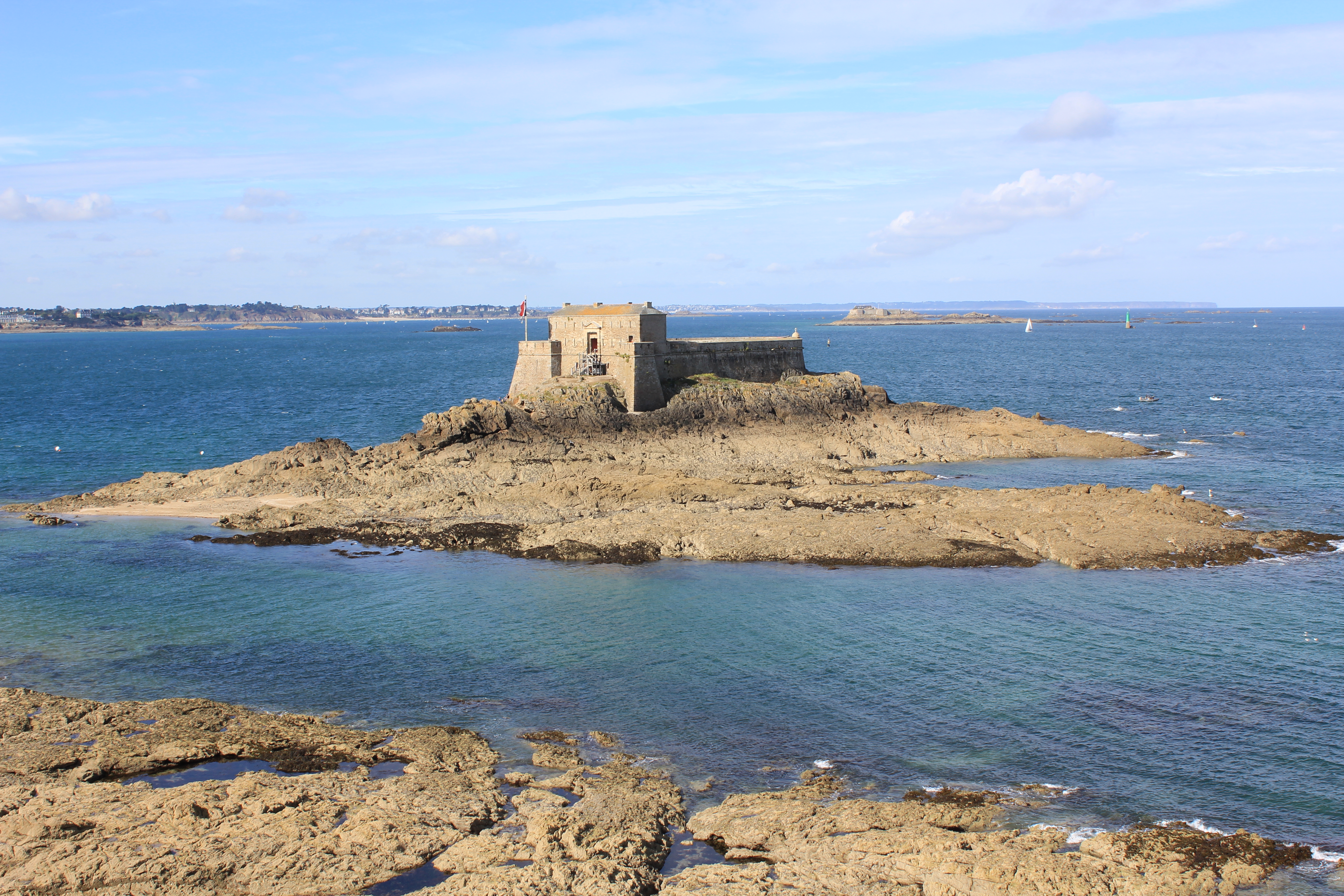
Fuerte del Petit Bé
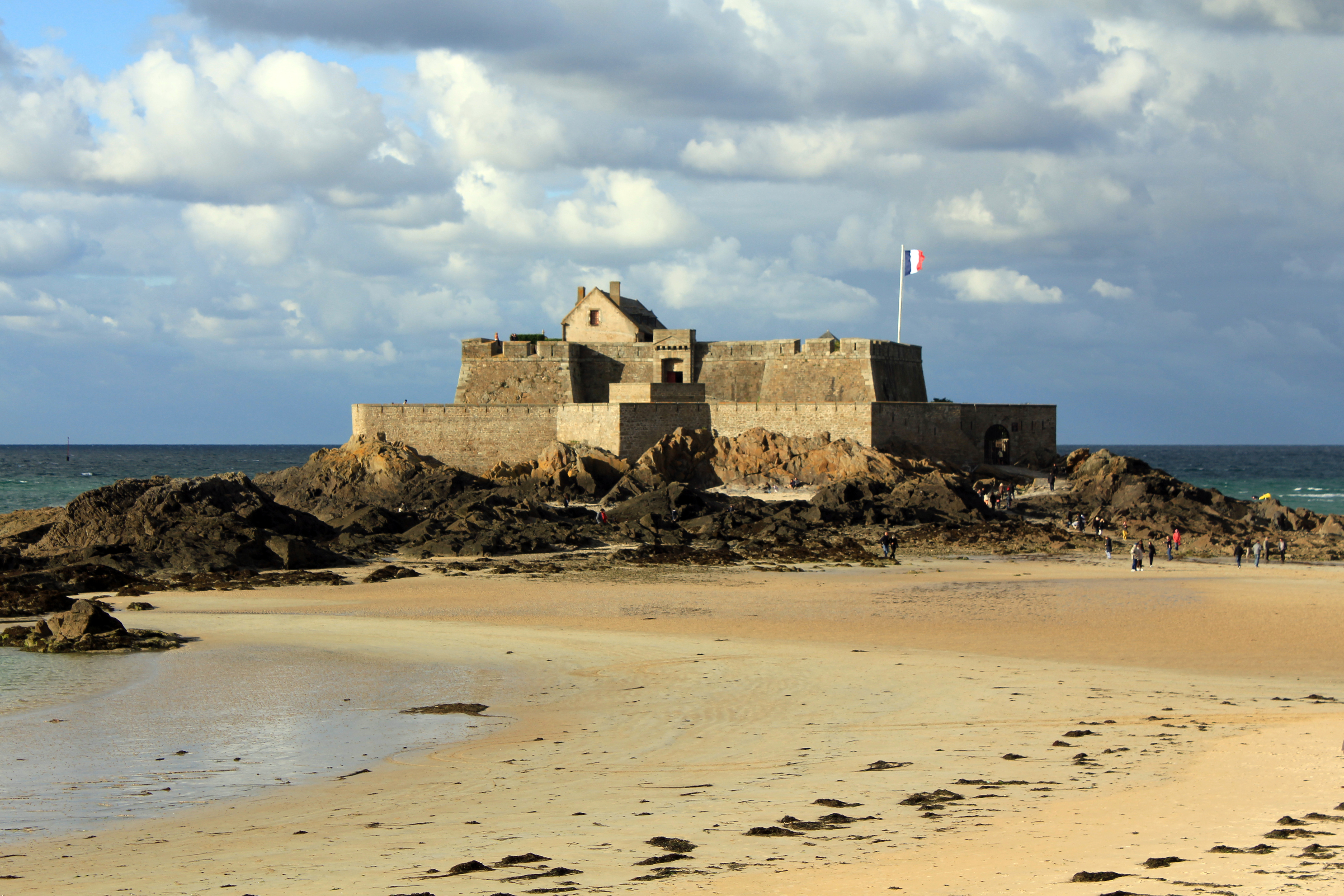
Fuerte Nacional
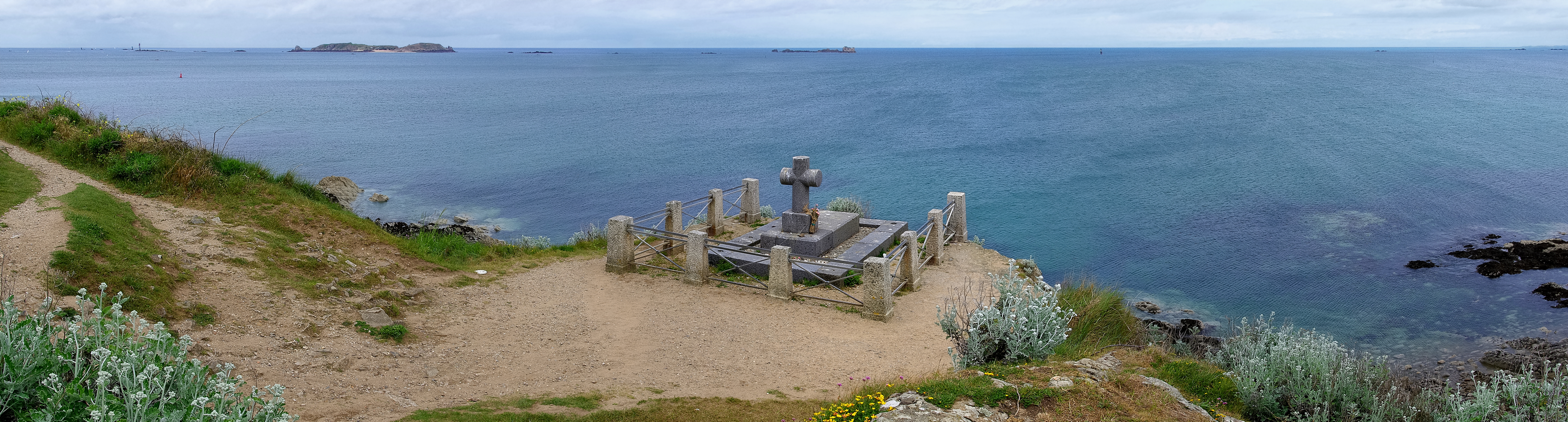
Tumba de Chateaubriand

## Idioma
Como en toda Francia, el francés es el idioma oficial, si bien hay una importante colonia de angloparlantes debido a la presencia de turistas británicos.
Por otra parte, el uso del bretón es muy minoritario, puesto que en el 2007 solo el 0,7 % de los niños estudiaron en escuelas primarias bilingües.

## Gastronomía
Saint-Malo tiene una de las mayores concentraciones de restaurantes de mariscos en Europa. Son reconocidas las ostras de la cercana localidad de Cancale.
Como en buena parte de Bretaña, abundan las creperías que sirven las tradicionales "galettes" de harina de trigo sarraceno y los crepes.

## Transporte
Saint-Malo funciona como terminal de ferries que la conectan con Poole, Portsmouth y Weymouth en Inglaterra, a través de las Islas del Canal (1 000 000 de pasajeros al año). 
Además posee una estación ferroviaria que la conecta con París a través del TGV y el cercano aeropuerto de Dinard ofrece vuelos regulares con Inglaterra.

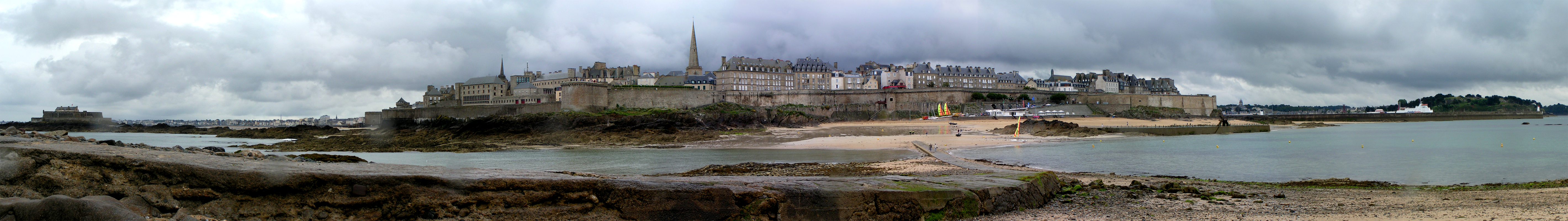
Vista panorámica de Saint-Malo desde el Grand Bé.